# Leucospis bulbiventris
Leucospis bulbiventris är en stekelart som beskrevs av Cresson 1872. Leucospis bulbiventris ingår i släktet Leucospis och familjen Leucospidae.
Artens utbredningsområde är Costa Rica. Inga underarter finns listade i Catalogue of Life.